# Danh sách tiểu hành tinh: 24401–24500
| Tên                | Tên đầu tiên | Ngày phát hiện       | Nơi phát hiện                      | Người phát hiện                                  |
| ------------------ | ------------ | -------------------- | ---------------------------------- | ------------------------------------------------ |
| 24401 -            | 2000 AS192   | 8 tháng 1 năm 2000   | Socorro                            | LINEAR                                           |
| 24402 -            | 2000 AT192   | 8 tháng 1 năm 2000   | Socorro                            | LINEAR                                           |
| 24403 -            | 2000 AX193   | 8 tháng 1 năm 2000   | Socorro                            | LINEAR                                           |
| 24404 -            | 2000 AB194   | 8 tháng 1 năm 2000   | Socorro                            | LINEAR                                           |
| 24405 -            | 2000 AT197   | 8 tháng 1 năm 2000   | Socorro                            | LINEAR                                           |
| 24406 -            | 2000 AR199   | 9 tháng 1 năm 2000   | Socorro                            | LINEAR                                           |
| 24407 -            | 2000 AJ200   | 9 tháng 1 năm 2000   | Socorro                            | LINEAR                                           |
| 24408 -            | 2000 AH214   | 6 tháng 1 năm 2000   | Kitt Peak                          | Spacewatch                                       |
| 24409 Caninquinn   | 2000 AH235   | 5 tháng 1 năm 2000   | Socorro                            | LINEAR                                           |
| 24410 Juliewalker  | 2000 AZ236   | 5 tháng 1 năm 2000   | Socorro                            | LINEAR                                           |
| 24411 -            | 2000 AU240   | 7 tháng 1 năm 2000   | Anderson Mesa                      | LONEOS                                           |
| 24412 -            | 2000 AM243   | 7 tháng 1 năm 2000   | Anderson Mesa                      | LONEOS                                           |
| 24413 -            | 2000 AN243   | 7 tháng 1 năm 2000   | Anderson Mesa                      | LONEOS                                           |
| 24414              | 2000 AJ246   | 13 tháng 1 năm 2000  | Xinglong                           | Chương trình tiểu hành tinh Bắc Kinh Schmidt CCD |
| 24415 -            | 2000 AA251   | 3 tháng 1 năm 2000   | Socorro                            | LINEAR                                           |
| 24416 -            | 2000 BF2     | 25 tháng 1 năm 2000  | Đài thiên văn Zvjezdarnica Višnjan | K. Korlević                                      |
| 24417 -            | 2000 BK5     | 27 tháng 1 năm 2000  | Socorro                            | LINEAR                                           |
| 24418 -            | 2000 BA7     | 27 tháng 1 năm 2000  | Socorro                            | LINEAR                                           |
| 24419 -            | 2000 BE16    | 29 tháng 1 năm 2000  | Socorro                            | LINEAR                                           |
| 24420 -            | 2000 BU22    | 29 tháng 1 năm 2000  | Kitt Peak                          | Spacewatch                                       |
| 24421 -            | 2000 BQ33    | 30 tháng 1 năm 2000  | Catalina                           | CSS                                              |
| 24422 Helentressa  | 2000 CF3     | 2 tháng 2 năm 2000   | Socorro                            | LINEAR                                           |
| 24423 -            | 2000 CR3     | 2 tháng 2 năm 2000   | Socorro                            | LINEAR                                           |
| 24424 -            | 2000 CS5     | 2 tháng 2 năm 2000   | Socorro                            | LINEAR                                           |
| 24425 -            | 2000 CW6     | 2 tháng 2 năm 2000   | Socorro                            | LINEAR                                           |
| 24426 -            | 2000 CR12    | 2 tháng 2 năm 2000   | Socorro                            | LINEAR                                           |
| 24427 -            | 2000 CN21    | 2 tháng 2 năm 2000   | Socorro                            | LINEAR                                           |
| 24428 -            | 2000 CZ26    | 2 tháng 2 năm 2000   | Socorro                            | LINEAR                                           |
| 24429 -            | 2000 CV27    | 2 tháng 2 năm 2000   | Socorro                            | LINEAR                                           |
| 24430 -            | 2000 CN35    | 2 tháng 2 năm 2000   | Socorro                            | LINEAR                                           |
| 24431 -            | 2000 CR45    | 2 tháng 2 năm 2000   | Socorro                            | LINEAR                                           |
| 24432 Elizamcnitt  | 2000 CT48    | 2 tháng 2 năm 2000   | Socorro                            | LINEAR                                           |
| 24433 -            | 2000 CF83    | 4 tháng 2 năm 2000   | Socorro                            | LINEAR                                           |
| 24434 -            | 2000 CY112   | 7 tháng 2 năm 2000   | Catalina                           | CSS                                              |
| 24435 -            | 2000 DN      | 23 tháng 2 năm 2000  | Đài thiên văn Zvjezdarnica Višnjan | K. Korlević                                      |
| 24436 -            | 2000 ES56    | 8 tháng 3 năm 2000   | Socorro                            | LINEAR                                           |
| 24437 -            | 2000 EW93    | 9 tháng 3 năm 2000   | Socorro                            | LINEAR                                           |
| 24438 Michaeloy    | 2000 EV94    | 9 tháng 3 năm 2000   | Socorro                            | LINEAR                                           |
| 24439 -            | 2000 EM144   | 3 tháng 3 năm 2000   | Catalina                           | CSS                                              |
| 24440 -            | 2000 FB1     | 26 tháng 3 năm 2000  | Socorro                            | LINEAR                                           |
| 24441 -            | 2000 FM29    | 27 tháng 3 năm 2000  | Anderson Mesa                      | LONEOS                                           |
| 24442 -            | 2000 GM122   | 10 tháng 4 năm 2000  | Haleakala                          | NEAT                                             |
| 24443 -            | 2000 OG      | 21 tháng 7 năm 2000  | Socorro                            | LINEAR                                           |
| 24444 -            | 2000 OP32    | 30 tháng 7 năm 2000  | Socorro                            | LINEAR                                           |
| 24445 -            | 2000 PM8     | 2 tháng 8 năm 2000   | Mauna Kea                          | C. Veillet                                       |
| 24446 -            | 2000 PR25    | 4 tháng 8 năm 2000   | Socorro                            | LINEAR                                           |
| 24447 -            | 2000 QY1     | 24 tháng 8 năm 2000  | Socorro                            | LINEAR                                           |
| 24448 -            | 2000 QE42    | 24 tháng 8 năm 2000  | Socorro                            | LINEAR                                           |
| 24449 -            | 2000 QL63    | 28 tháng 8 năm 2000  | Socorro                            | LINEAR                                           |
| 24450 Victorchang  | 2000 QC69    | 29 tháng 8 năm 2000  | Reedy Creek                        | J. Broughton                                     |
| 24451 -            | 2000 QS104   | 28 tháng 8 năm 2000  | Socorro                            | LINEAR                                           |
| 24452 -            | 2000 QU167   | 31 tháng 8 năm 2000  | Socorro                            | LINEAR                                           |
| 24453 -            | 2000 QG173   | 31 tháng 8 năm 2000  | Socorro                            | LINEAR                                           |
| 24454 -            | 2000 QF198   | 29 tháng 8 năm 2000  | Socorro                            | LINEAR                                           |
| 24455 -            | 2000 QF222   | 21 tháng 8 năm 2000  | Anderson Mesa                      | LONEOS                                           |
| 24456 -            | 2000 RO25    | 1 tháng 9 năm 2000   | Socorro                            | LINEAR                                           |
| 24457 -            | 2000 RX76    | 6 tháng 9 năm 2000   | Socorro                            | LINEAR                                           |
| 24458 -            | 2000 RP100   | 5 tháng 9 năm 2000   | Anderson Mesa                      | LONEOS                                           |
| 24459 -            | 2000 RF103   | 5 tháng 9 năm 2000   | Anderson Mesa                      | LONEOS                                           |
| 24460 -            | 2000 RF105   | 7 tháng 9 năm 2000   | Socorro                            | LINEAR                                           |
| 24461 -            | 2000 SZ3     | 20 tháng 9 năm 2000  | Socorro                            | LINEAR                                           |
| 24462 -            | 2000 SS107   | 24 tháng 9 năm 2000  | Socorro                            | LINEAR                                           |
| 24463 -            | 2000 SO123   | 24 tháng 9 năm 2000  | Socorro                            | LINEAR                                           |
| 24464 Williamkalb  | 2000 SX124   | 24 tháng 9 năm 2000  | Socorro                            | LINEAR                                           |
| 24465 -            | 2000 SX155   | 24 tháng 9 năm 2000  | Socorro                            | LINEAR                                           |
| 24466 -            | 2000 SC156   | 24 tháng 9 năm 2000  | Socorro                            | LINEAR                                           |
| 24467 -            | 2000 SS165   | 23 tháng 9 năm 2000  | Socorro                            | LINEAR                                           |
| 24468 -            | 2000 SY221   | 16 tháng 9 năm 2000  | Socorro                            | LINEAR                                           |
| 24469 -            | 2000 SN287   | 16 tháng 9 năm 2000  | Socorro                            | LINEAR                                           |
| 24470 -            | 2000 SJ310   | 16 tháng 9 năm 2000  | Socorro                            | LINEAR                                           |
| 24471 -            | 2000 SH313   | 27 tháng 9 năm 2000  | Socorro                            | LINEAR                                           |
| 24472 -            | 2000 SY317   | 30 tháng 9 năm 2000  | Socorro                            | LINEAR                                           |
| 24473 -            | 2000 UK98    | 25 tháng 10 năm 2000 | Socorro                            | LINEAR                                           |
| 24474 Ananthram    | 2000 VE2     | 1 tháng 11 năm 2000  | Socorro                            | LINEAR                                           |
| 24475 -            | 2000 VN2     | 1 tháng 11 năm 2000  | Socorro                            | LINEAR                                           |
| 24476 -            | 2000 WE68    | 29 tháng 11 năm 2000 | Fountain Hills                     | C. W. Juels                                      |
| 24477 -            | 2000 WH87    | 20 tháng 11 năm 2000 | Socorro                            | LINEAR                                           |
| 24478 -            | 2000 WC145   | 21 tháng 11 năm 2000 | Socorro                            | LINEAR                                           |
| 24479 -            | 2000 WU157   | 30 tháng 11 năm 2000 | Socorro                            | LINEAR                                           |
| 24480 -            | 2000 WA191   | 19 tháng 11 năm 2000 | Anderson Mesa                      | LONEOS                                           |
| 24481 -            | 2000 XO9     | 1 tháng 12 năm 2000  | Socorro                            | LINEAR                                           |
| 24482 -            | 2000 XV49    | 4 tháng 12 năm 2000  | Socorro                            | LINEAR                                           |
| 24483 -            | 2000 XK50    | 4 tháng 12 năm 2000  | Socorro                            | LINEAR                                           |
| 24484 Chester      | 2000 YV49    | 30 tháng 12 năm 2000 | Socorro                            | LINEAR                                           |
| 24485 -            | 2000 YL102   | 28 tháng 12 năm 2000 | Socorro                            | LINEAR                                           |
| 24486 -            | 2000 YR102   | 28 tháng 12 năm 2000 | Socorro                            | LINEAR                                           |
| 24487 -            | 2000 YT105   | 28 tháng 12 năm 2000 | Socorro                            | LINEAR                                           |
| 24488 Eliebochner  | 2000 YY111   | 30 tháng 12 năm 2000 | Socorro                            | LINEAR                                           |
| 24489 -            | 2000 YC117   | 30 tháng 12 năm 2000 | Socorro                            | LINEAR                                           |
| 24490 -            | 2000 YK122   | 28 tháng 12 năm 2000 | Socorro                            | LINEAR                                           |
| 24491 -            | 2000 YT123   | 28 tháng 12 năm 2000 | Socorro                            | LINEAR                                           |
| 24492 Nathanmonroe | 2000 YQ131   | 30 tháng 12 năm 2000 | Socorro                            | LINEAR                                           |
| 24493 McCommon     | 2000 YT131   | 30 tháng 12 năm 2000 | Socorro                            | LINEAR                                           |
| 24494 Megmoulding  | 2000 YH132   | 30 tháng 12 năm 2000 | Socorro                            | LINEAR                                           |
| 24495 -            | 2001 AV1     | 2 tháng 1 năm 2001   | Anderson Mesa                      | LONEOS                                           |
| 24496 -            | 2001 AV17    | 2 tháng 1 năm 2001   | Socorro                            | LINEAR                                           |
| 24497 -            | 2001 AE18    | 2 tháng 1 năm 2001   | Socorro                            | LINEAR                                           |
| 24498 -            | 2001 AC25    | 4 tháng 1 năm 2001   | Socorro                            | LINEAR                                           |
| 24499 -            | 2001 AL30    | 4 tháng 1 năm 2001   | Socorro                            | LINEAR                                           |
| 24500 -            | 2001 AX33    | 4 tháng 1 năm 2001   | Socorro                            | LINEAR                                           |